# Tvrdimići
Tvrdimići (cyr. Тврдимићи) – wieś w Bośni i Hercegowinie, w Republice Serbskiej, w mieście Sarajewo Wschodnie, w gminie Istočno Novo Sarajevo. W 2013 roku liczyła 15 mieszkańców.